# Geografia della Croazia

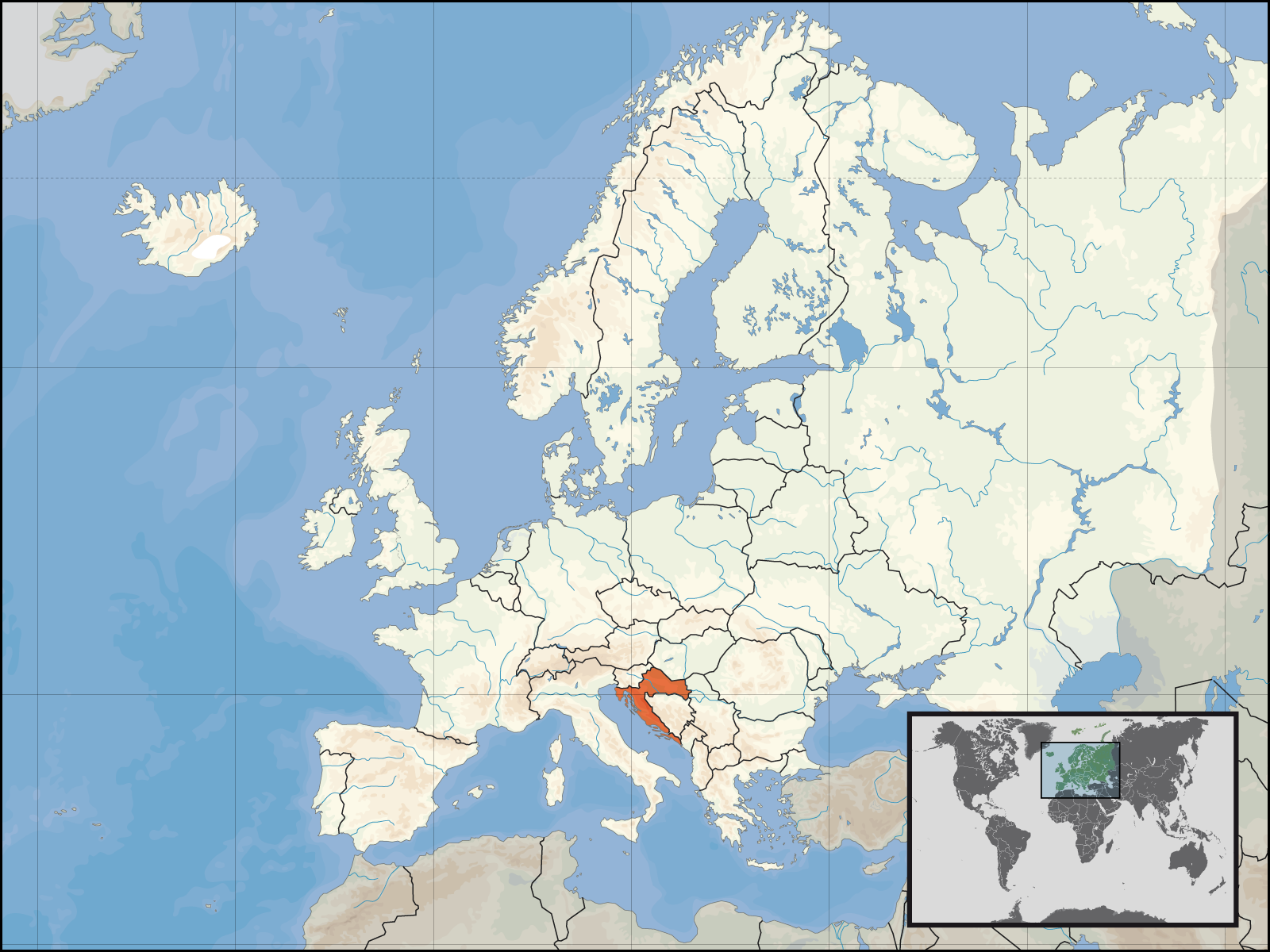
Localizzazione della Croazia

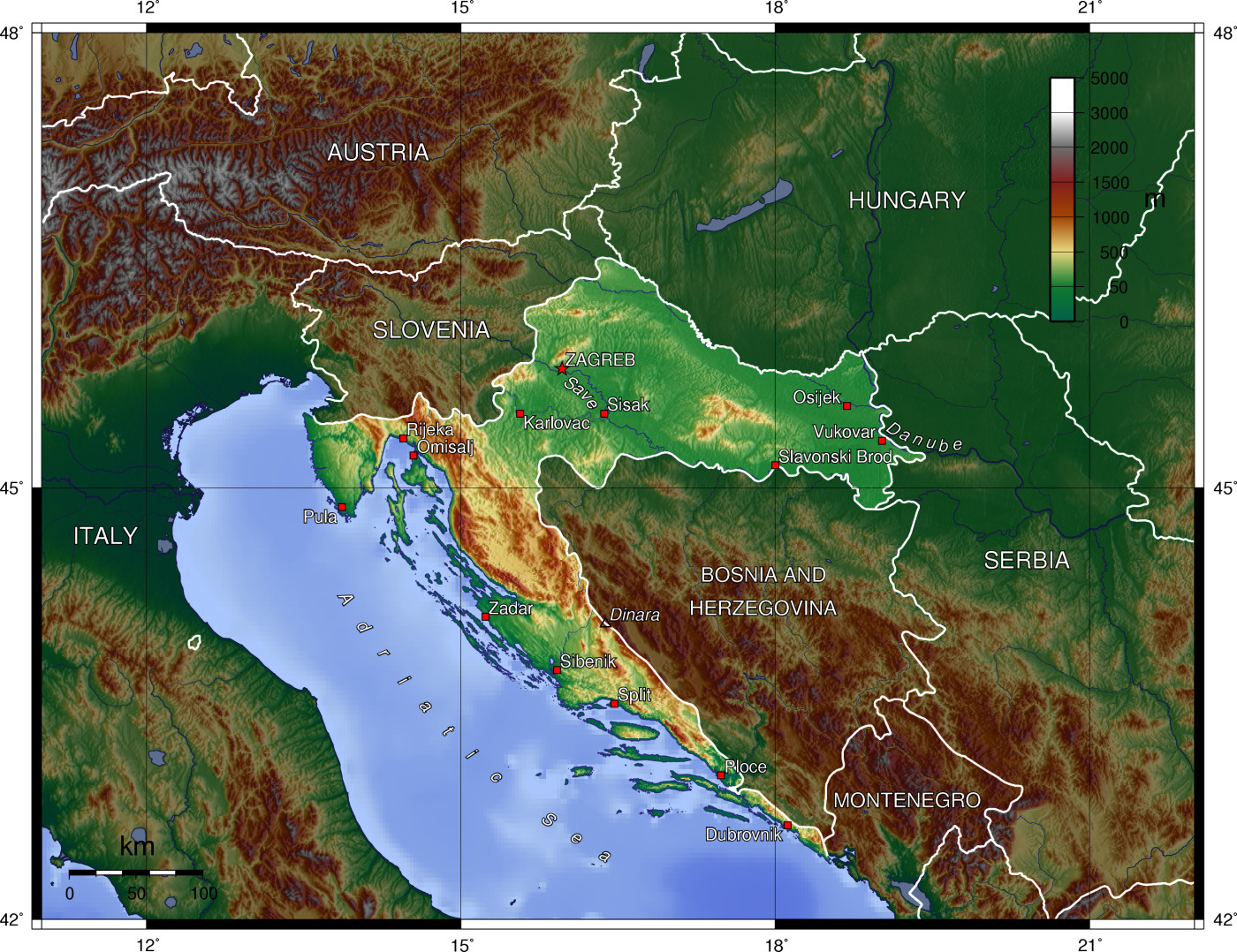
Carta topografica della Croazia

La Croazia è uno Stato dell'Europa sud-orientale, la cui capitale è Zagabria. Da un punto di vista geografico, essa ingloba quattro regioni storico-geografiche ben distinte: gran parte dell'Istria (appartenente alla regione geografica italiana), gran parte della Dalmazia, la Croazia propriamente detta e la Slavonia.

## Dati generali

### Confini
Confina a nord con la Slovenia (670 km) e con l'Ungheria (329 km), a est con la Serbia (241 km) e con la Bosnia ed Erzegovina (932 km) e a sud con il Montenegro (25 km). 
La Croazia si affaccia sul Mare Adriatico per uno sviluppo costiero complessivo di 5.835 km (di cui 1.777 km di continente e 4.058 km di coste delle numerosissime isole)

### Superficie
- Totale terraferma: 56.594 km²
- Terre: 56.414 km²
- Acque: 128 km²
- Mare: 33.200 km²

Totale complessivo:
89.742 km²

## Morfologia
Varia dalle pianure lungo in confine ungherese alle basse montagne presso le coste adriatiche e sulle isole.

### Isole
Le isole principali della Croazia sono:
- Veglia (Krk) 405,80 km²
- Cherso (Cres) 405,70 km²
- Brazza (Brač) 395,44 km²
- Lesina (Hvar) 299,66 km²
- Pago (Pag) 284,56 km²
- Curzola (Korčula) 276,03 km²
- Isola Lunga (Dugi otok) 114,44 km²
- Meleda (Mljet) 100,41 km²
- Lissa (Vis) 90,26 km²
- Arbe (Rab) 90,84 km²
- Lussino (Lošinj) 74,68 km²

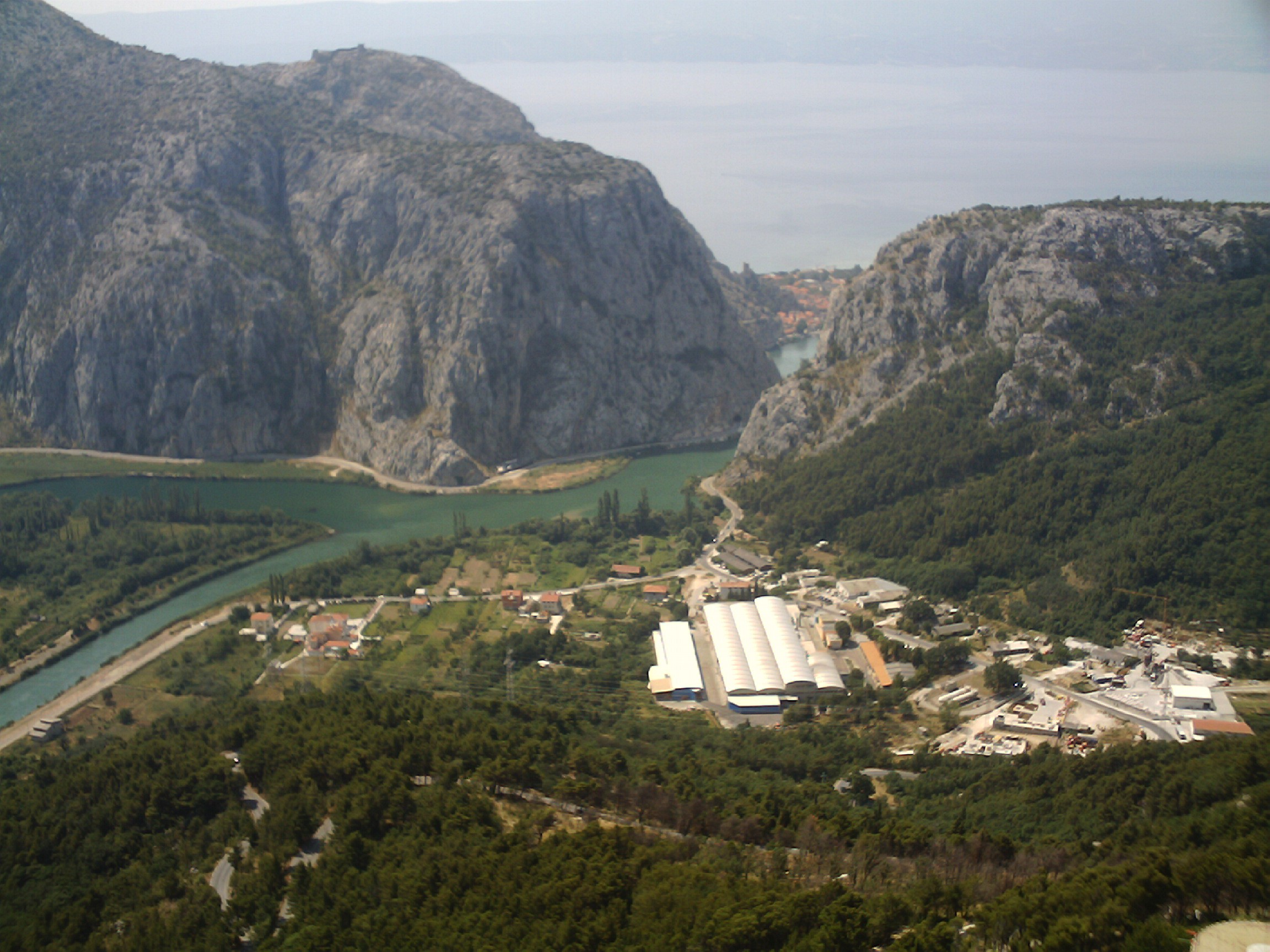
La gola del fiume Cetina prima della foce

La gran parte dei fiumi della Croazia appartiene al bacino del Mar Nero (Danubio, Sava, Drava, Mura, Kupa e Una), un ridotto numero di fiumi sfocia nel Mare Adriatico (Zermagna, Cherca, Čikola, Cetina e Narenta). I fiumi nella parte settentrionale del paese hanno problemi di inquinamento, soprattutto la Sava nel tratto compreso tra Zagabria e Sisak.
I fiumi più lunghi sono Sava (569 km) e Drava (509 km) che delimitano parte del confine tra Croazia e Bosnia-Erzegovina e Ungheria. Entrambi sfociano nel Danubio di cui la Sava è l'affluente principale, in ordine di apporto idrico mentre la Drava è il quarto. Il Danubio delimita il confine tra la Croazia e la provincia serba della Vojvodina. Il tratto croato del Danubio è lungo 188 km.
I principali fiumi della Croazia sono:
- Sava 560 km (relativi al tratto croato: la lunghezza totale è di 947 km)
- Drava 508 km (tratto croato. Totale 707 km)
- Mura 438 km
- Kupa 296 km
- Danubio (Dunav) 188 km (tratto croato. Totale 2860 km)
- Una

### Laghi
I laghi più grandi del Paese sono:
- Lago di Vrana 30,70 km²
- Lago di Dubrava 17,10 km²
- Lago di Peruća 13,0 km²
- Lago di Prokljan 11,1 km²
- Lago di Varaždin 10,1 km²

Oltre a questi si menzionano i noti laghi di Plitvice, un sistema di 16 laghi connessi con cascate. Quattro di essi sono inclusi nelle zone umide della lista di Ramsar: Lonjsko Polje, Kopački Rit, il delta della Narenta e Crna Mlaka.

### Punti estremi
Punto più basso:
Mare Adriatico 0 m

Punto più alto:
Dinara 1.830 m

### Risorse naturali
Petrolio, carbone, bauxite, ferro, calcio, asfalto, silicati, sale, energia idroelettrica

### Utilizzo delle terre
Terre arabili: 23,55%

Raccolti permanenti: 2,24%

Altro: 74,21% (stima del 1998)

### Terre irrigate
30 km² (stima del 1998)

### Disastri naturali
Terremoti molto distruttivi

## Clima
Il clima è mediterraneo e continentale; quello continentale causa estati calde ed inverni freddi, lungo la costa vi sono inverni miti e estati secche. Le temperature mensili vanno da -3 °C in gennaio a 18 °C in luglio. I picchi di temperatura sono molto più pronunciati nelle zone continentali.
Le precipitazioni annuali vanno dai 600 ai 3500 mm a seconda della regione geografica e del clima prevalente. I livelli di pioggia più bassi si registrano sulle isole e nella Slavonia orientale, mentre le aree più piovose sono il massiccio del Dinara e l'altopiano del Gorski Kotar.
Nell'entroterra i venti sono leggeri o moderati (soprattutto a ovest), mentre nelle aree costiere si registrano venti forti nei mesi invernali (bora e scirocco). Le aree più soleggiate sono le isole Lesina e Curzola, seguite del resto della costa adriatica e dalla Slavonia, con oltre 2000 ore di sole all'anno.